# Nínox ocraci
El nínox ocraci (Ninox ochracea) és una espècie d'ocell de la família dels estrígids (Strigidae). Habita la selva humida de Sulawesi. El seu estat de conservació es considera gairebé amenaçat.